# Нова Лесна
Нова Лесна (словац. Nová Lesná) — село в Словаччині, Попрадському окрузі Пряшівського краю.
Уперше згадується у 1315 році.
У селі є готичний римо-католицький костел з половини 13 століття перебудований у 1815 році в стилі класицизму та протестантський костел з 1792 року в стилі класицизму.

## Географія
Розташоване в північній Словаччині на межі Попрадської угловини та південно—східних схилів Високих Татер. Протікає Новолеснянський потік.

## Населення
| Рік:            | 1994. | 2004.    | 2014.   | 2024.   |
| --------------- | ----- | -------- | ------- | ------- |
| Кількість осіб: | 1200  | 1522     | 1556    | 1646    |
| Різниця:        |       | +26,83 % | +2,23 % | +5,78 % |

| Рік:            | 2023. | 2024.   |
| --------------- | ----- | ------- |
| Кількість осіб: | 1649  | 1646    |
| Різниця:        |       | -0,18 % |

У селі проживає 1563 осіб.
Національний склад населення (за даними останнього перепису населення — 2001 року):
- словаки — 92,33 %,
- цигани — 5,16 %,
- чехи — 0,98 %,
- поляки — 0,21 %,
- угорці — 0,21 %,
- русини — 0,14 %,
- українці — 0,14 %,
- моравці — 0,07 %,

Склад населення за приналежністю до релігії станом на 2001 рік:
- римо-католики — 74,77 %,
- протестанти — 6,41 %,
- православні — 3,76 %,
- греко-католики — 2,23 %,
- не вважають себе вірянами або не належать до жодної вищезгаданої конфесії — 11,78 %